# Хадыта (приток Пуритея)
Хадыта (Хадута; нен. Катута — Еловая река) — река в России, протекает по Ямало-Ненецкому АО. Устье реки находится в 21 км по правому берегу реки Пуритей, на высоте 51 м над уровнем моря.
Длина реки составляет 21 км.
В 5 км от устья, по левому берегу реки впадает река Хадытатарка.

## Данные водного реестра
По данным государственного водного реестра России относится к Нижнеобскому бассейновому округу, водохозяйственный участок реки — Пур. Речной бассейн реки — Пур.
Код объекта в государственном водном реестре — 15040000112115300056933.